# Hutniczy Grzbiet

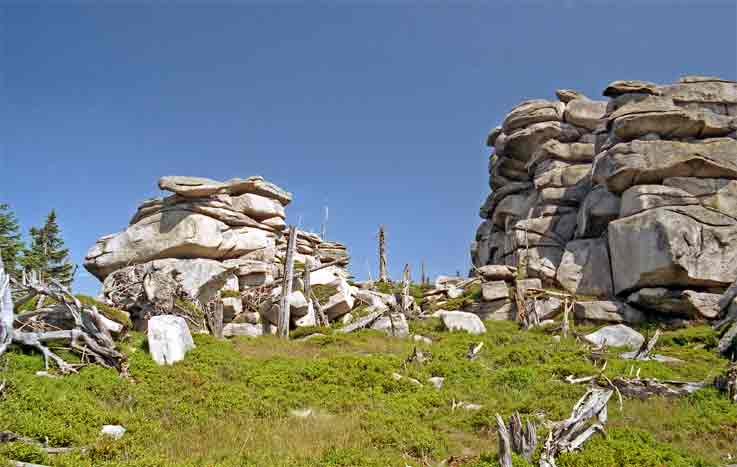
Bażynowe Skały na Hutniczym Grzbiecie

Hutniczy Grzbiet - grzbiet górski w Karkonoszach, będący bocznym ramieniem Głównego Grzbietu Karkonoszy.

## Położenie i opis
Znajduje się w środkowej części Śląskiego Grzbietu. Odchodzi od północno-wschodniego zbocza Śląskich Kamieni. Kończy się na północy powyżej Szerzawy w Karkonoskim Padole Śródgórskim. Od wschodu ogranicza go dolina Czerwieni (Kozacka Dolina), a od zachodu dolina Sopotu. 
Na Hutniczym Grzbiecie znajdują się Bażynowe Skały oraz schronisko Chatka AKT.

## Turystyka
Górną partią Hutniczego Grzbietu przechodzi szlak turystyczny:
- zielony z Przełęczy Karkonoskiej przez Czarny Kocioł Jagniątkowski, Śnieżne Kotły, schronisko „Pod Łabskim Szczytem” na Halę Szrenicką.